# Gaustad sykehus

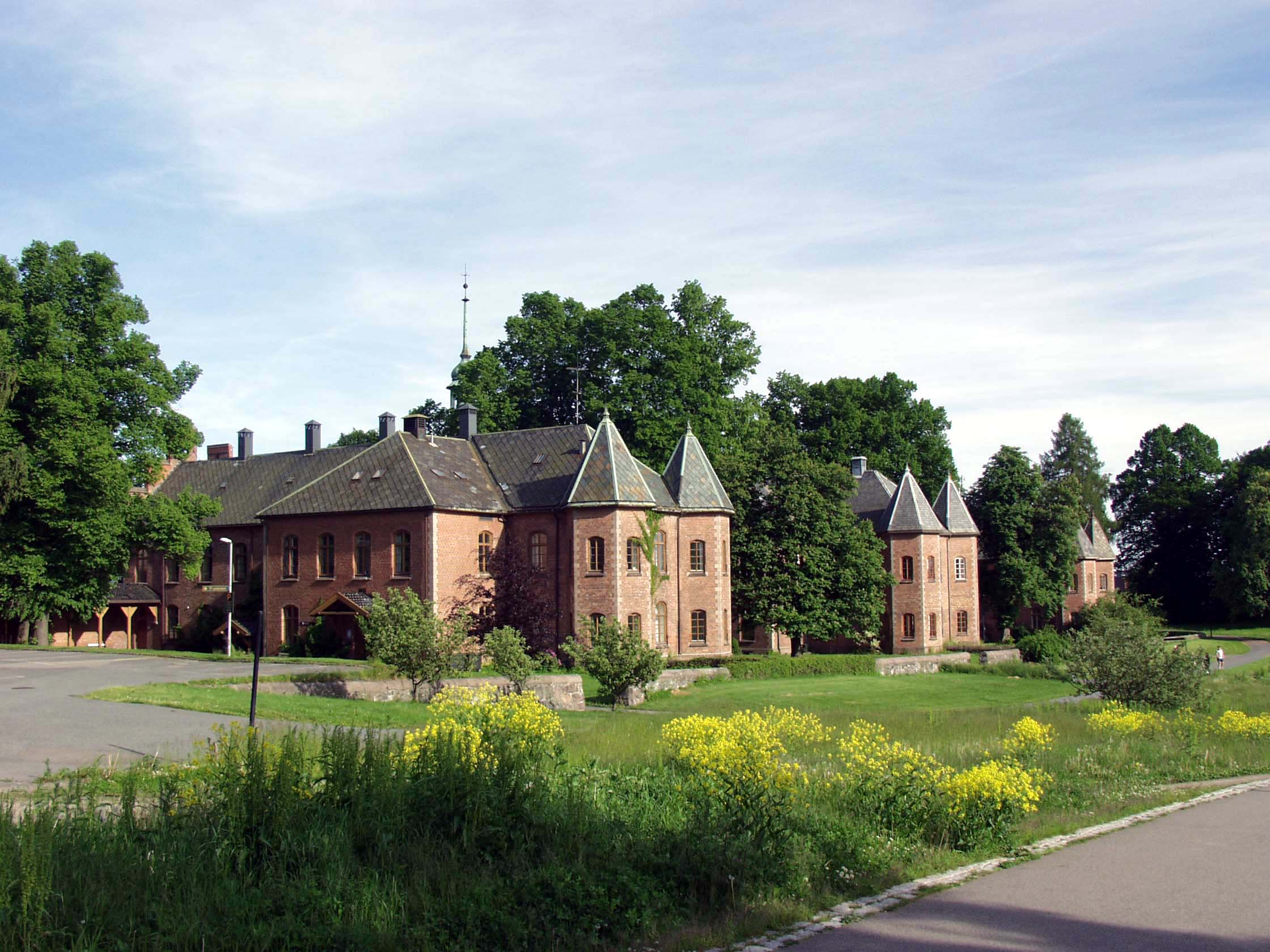
Gaustad sykehus.

Gaustad sykehus är ett norskt psykiatriskt sjukhus tillhörande Oslo kommune, beläget omkring 5 km från centrala staden.
Sjukhuset, tillkom genom påtryckning av psykiatern Herman Wedel Major och uppfördes i statlig regi 1851-55 i nygotisk stil efter ritningar av arkitekten Heinrich Ernst Schirmer, för medel, som Stortinget 1848 och 1851 beviljat och öppnades 1 oktober 1855. Inrättningen, ursprungligen avsedd att vara en kuranstalt för 262 sjuka (lika många av vartdera könet) och därjämte vara en vårdanstalt för obotliga, men blev senare utbyggt. Några kända läkare som varit verksamma vid sjukhuset är Hans Evensen, Axel Hagbarth Lindboe, Ole Rømer Aagaard Sandberg och Ragnar Vogt. Bland de personer som varit intagna på Gaustad märks författaren Knut Hamsun och konstnären Lars Hertervig.
Gaustad sykehus är alltjämt i bruk och ägs idag av Oslo kommune och är en del av Aker universitetssykehus division för psykiatri.